# تمر المبروم
تمر المبروم، هو صنف من أصناف نخيل التمر، يزرع على نطاق واسع في المملكة العربية السعودية.

## الوصف

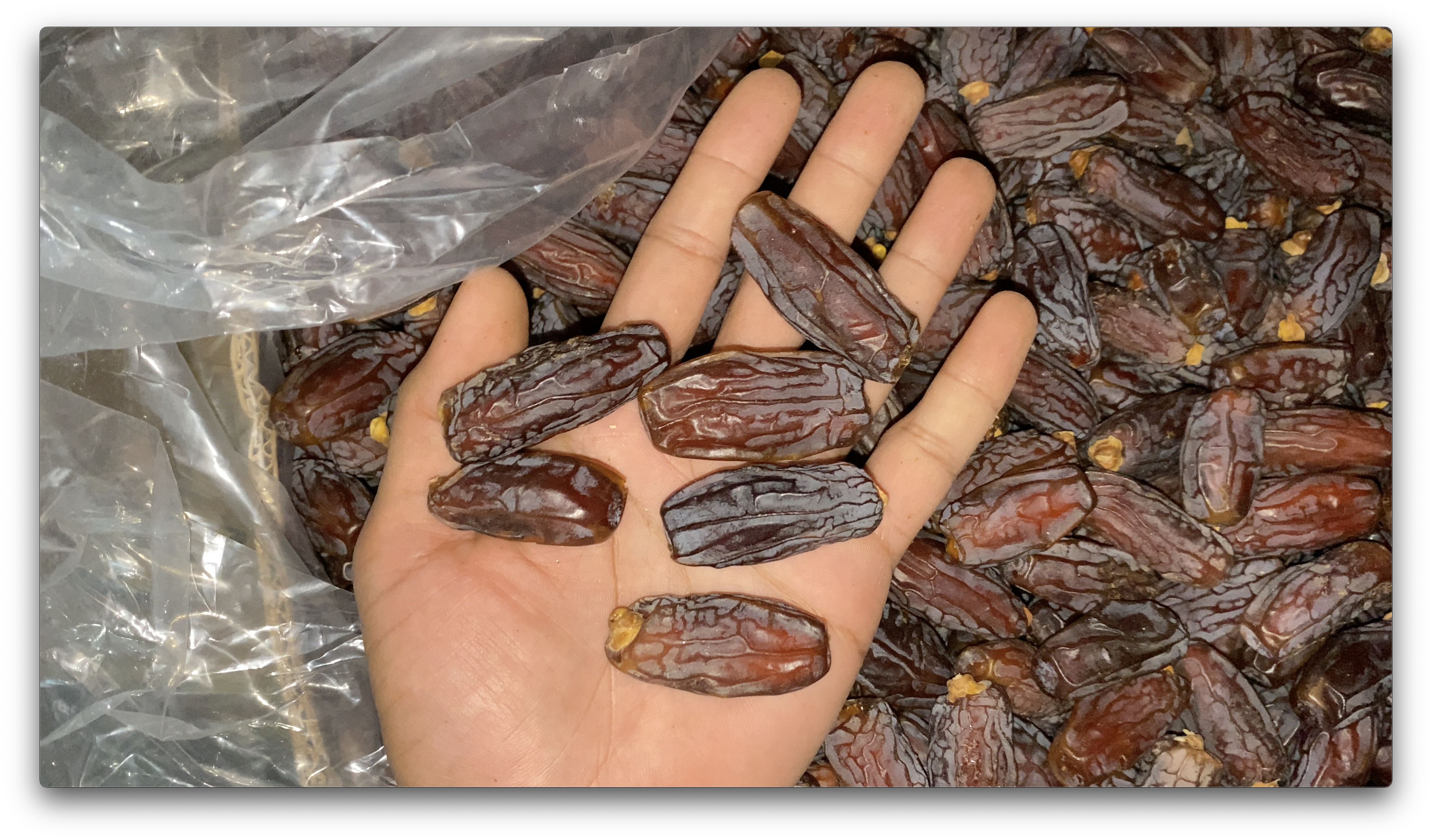
تمر المبروم

التسمية مستمدة من شكل التمر المبروم، شكله طويل ولونه أحمر ويميل إلى السواد.

## موطن الزراعة
ينتشر زراعته في موطنه الأصلي في أراضي المدينة المنورة وجوارها، وتضم المدينة المنورة أصناف متنوعة من التمور، وحض النبي محمد على فوائد التمر، وفضل تمور المدينة المنورة وحث على تناولها، ونخيل المدينة له مكانة لدى المسلمين في العالم.